# Comuna de Ojrzeń
Ojrzeń (polaco: Gmina Ojrzeń) é uma gminy (comuna) na Polónia, na voivodia de Mazóvia e no condado de Ciechanowski. A sede do condado é a cidade de Ojrzeń.
De acordo com os censos de 2004, a comuna tem 4420 habitantes, com uma densidade 35,9 hab/km².

## Área
Estende-se por uma área de 123,11 km², incluindo:
- área agricola: 66%
- área florestal: 25%

## Demografia
Dados de 30 de Junho 2004:
|                      | Total   | Total | Mulheres | Mulheres | Homens  | Homens |
| -------------------- | ------- | ----- | -------- | -------- | ------- | ------ |
|                      | pessoas | %     | pessoas  | %        | pessoas | %      |
| População            | 4420    | 100   | 2162     | 48,9     | 2258    | 51,1   |
| Densidade (pop./km²) | 35,9    | 100   | 17,6     | 17,6     | 18,3    | 18,3   |

De acordo com dados de 2002, o rendimento médio per capita ascendia a 1327,62 zł.

## Comunas vizinhas
- Ciechanów, Glinojeck, Sochocin, Sońsk